# David Binney
David Binney, född 2 augusti 1961, är en amerikansk jazzsaxofonist och kompositör som bor i New York.

## Biografi
Binney föddes i Miami, Florida och växte upp i södra Kalifornien. Hans föräldrar var jazzintresserade och introducerade jazzen för Binney med stora artister som John Coltrane, Miles Davis, Bobby Hutcherson och Wayne Shorter. Binneys föräldrar fick honom att även lyssna på musik av Jimi Hendrix, Milton Nascimento, Sly Stone och en rad av andra olika musikstilar som hjälpte honom att utveckla ett intresse för olika musik. Han började spela saxofon i för olika lärare i Los Angeles. Vid 19 års ålder flyttade han till New York där han studerade med  Phil Woods, Dave Liebman och George Coleman. 1989 blev Binney belönad med en NEA Grant vilken han använde för att spela in sitt första album, Point Game på Owl Records.
Binney har framträtt på klubbar i New York till jazzfestivaler i Europa. Han spelade med Aretha Franklin i Carnegie Hall, och med Maceo Parker. Binney är medlem i Lost Tribe och Lan Xang, och har spelat in skivor som studiomusiker med Uri Caine's Mahler Project, Drew Gress' Jagged Sky och Medeski, Martin & Wood. 1998 startade han sitt eget skivbolag, Mythology Records.
David Binney framträder regelbundet på 55 Bar i New York.

## Diskografi
- 1989 - Point Game — 18 oktober
- 1995 - The Luxury of Guessing — 15 februari
- 1998 - Lan Xang — 10 oktober
- 1999 - Free to Dream — 2 januari
- 2000 - Lan Xang, Hidden Gardens — 1 mars
- 2001 - South — 17 juni
- 2001 - Afinidad — 27 juni
- 2002 - Balance — 27 september
- 2003 - A Small Madness (med Jeff Hirshfield) — 15 juni
- 2004 - Welcome to Life — 1 april
- 2005 - Fiestas de Agosto (med Edward Simon) — 1 september
- 2005 - Bastion of Sanity — 22 februari
- 2006 - Out of Airplanes — 6 maj
- 2006 - Cities and Desire — 29 september
- 2007 - Oceanos — 27 februari